# 营州 (北魏)
营州，南北朝时设置的州。
北魏太平真君五年（444年）置，治所在龙城县（隋朝时改名柳城县，今辽宁省朝阳市）。辖区约今辽宁省大凌河、小凌河流域、六股河流域、女儿河流域一带。隋朝开皇初年，置营州总管府，大业初年府废。改为辽西郡。户七百五十一，下领一县：柳城县。武周万岁通天元年（696年），为契丹所占。聖曆二年（700年），侨治渔阳县。唐朝开元五年（717年），还治柳城县，天宝元年（742年），更名柳城郡。户九百九十七，口三千七百八十九。领一县：柳城县。乾元二年（758年），复改营州。上元二年（761年），属奚。辽朝时，营州属南京道。
| 隋代行政区划变遷 | 隋代行政区划变遷 | 隋代行政区划变遷 | 隋代行政区划变遷 |
| 区划             | 開皇元年         | 区划             | 大業3年          |
| ---------------- | ---------------- | ---------------- | ---------------- |
| 州               | 营州             | 郡               | 柳城郡           |
| 郡               | 建德郡           | 县               | 柳城县           |
| 县               | 龍城县           | 县               | 柳城县           |

| 唐朝营州辖县 | 唐朝营州辖县                                         |
| ------------ | ---------------------------------------------------- |
| 618年        | 柳城县                                               |
| 622年        | 柳城县（新设昌黎县，改属崇州；新设宾从县，改属鲜州） |
| 628年        | 柳城县（新设龙山县，改属昌州；新设逢龙县，改属慎州） |
| 629年        | 柳城县（新设阳师县，改属师州）                       |
| 696年        | 契丹攻克营州，柳城县寄治幽州蓟县                     |
| 699年        | 柳城县寄治幽州渔阳县                                 |
| 705年        | 渔阳县（改治）、玉田县（废除柳城县）                 |
| 717年        | 收复营州，柳城县（渔阳县、玉田县改属幽州）           |
| 720年        | 契丹攻克营州，渔阳县（改治）、玉田县（废除柳城县）   |
| 723年        | 收复营州，柳城县（渔阳县、玉田县改属幽州）           |

## 营州刺史
北魏营州刺史
- 拓跋浑（437年－442年）
- 张度（444年）
- 于洛拔（445年－447年）
- 陆高（448年－449年）
- 杨难当（452年－457年）
- 张伟（458年－460年）
- 拓跋万寿（461年－462年）
- 拓跋云（464年－466年）
- 屈拔（467年）
- 羊规（469年－470年）
- 拓跋休（471年－476年）
- 高稚（479年）
- 拓跋猛（481年－489年）
- 元思誉（490年－495年）
- 元景（498年－499年）
- 慕容契（504年－507年）
- 崔敬邕（509年－515年）
- 甄琛（515年－516年）
- 李思穆（516年－520年）
- 李仲遵（522年－524年）
- 宋维（524年－525年）
- 元汎（525年－526年）

唐朝营州刺史
- 杨林甫（618年）
- 邓暠（618年—619年）
- 晋文衍（621年）
- 乔宽（武德年间）
- 程名振（624年）
- 薛万淑（627年—630年）
- 张植（贞观年间）
- 张俭（640年—653年）
- 程名振（655年—658年）
- 管某（唐高宗时）
- 李冲寂（麟德初年）
- 李谨行（麟德年间）
- 高侃（666年）
- 李晦（乾封年间）
- 周道务（675年—679年）
- 张定斌（唐高宗时）
- 孙朗（唐高宗时）
- 屈突诠（684年）
- 李道谦（唐高宗、武后时）
- 赵文翙（696年）
- 唐休璟（704年—705年）
- 宋庆礼（717年—719年）
- 张敬忠（719年）
- 许钦淡（720年）
- 臧怀亮（722年—725年）
- 马颍（开元中期）
- 薛楚玉（730年—732年）
- 张守珪（733年）
- 乌知义（734年—738年）
- 王斛斯（740年—741年）
- 柳城郡太守（742年—757年）
- 王玄志（758年）
- 侯希逸（758年—762年）
- 王敬柔（唐末）